# Caio Fernando Abreu
Caio Fernando Loureiro de Abreu (Santiago, 12 de septiembre de 1948 - Porto Alegre, 25 de febrero de 1996) fue un periodista y escritor brasileño.
Nombrado como uno de los exponentes de su generación, su obra, escrita en un estilo muy personal, habla de sexo, miedo, muerte y, principalmente, de angustiante soledad. Presenta una visión dramática del mundo moderno y es considerado un "fotógrafo de la fragmentación contemporánea".

## Vida
Cursó Letras y artes escénicas en la Universidad Federal de Río Grande do Sul, pero abandonó ambos para escribir para revistas de entretenimiento, como Nova, Manchete, Veja y Pop. En 1968, fue perseguido por el DOPS, y se refugió en la casa de la escritora Hilda Hilst, en Campinas. Al comienzo de los años setenta se exilió por un año en Europa, donde estuvo en diferentes países, como Inglaterra, Suecia, Francia, Países Bajos y España, Uruguay.
En 1983, se mudó de Porto Alegre a Río de Janeiro y, en 1985, a São Paulo. Regresó a Francia en 1994 y volvió a su país en el mismo año, al descubrir que era portador del Virus de la inmunodeficiencia humana. Falleció dos años después, en Porto Alegre, donde vivía con sus padres y se dedicaba a tareas como la jardinería.
Abreu era homosexual asumido.
Al morir dejó inédita la obra Ovelhas negras.
Su obra Onde andará Dulce Veiga? (¿Dónde andará Dulce Veiga?) fue publicada y traducida en Francia, Argentina, Italia, Alemania y Países Bajos. Se realizó una película basada en la misma en el año 2008.

## Obra
- 1970 Inventário do irremediável, cuentos. Premio Fernando Chinaglia da UBE (União Brasileira de Escritores).
- 1971 Limite branco, novela.
- 1975 O ovo apunhalado, cuentos.
- 1977 Pedras de Calcutá, cuentos.
- 1982 Morangos mofados, cuentos.
- 1983 Triângulo das águas, cuentos. Premio Jabuti de la Cámara Brasileña del Libro al mejor libro de cuentos.
- 1988 As frangas, novela infantojuvenil. Medalla Altamente Recomendable de la Fundación Nacional del Libro Infanto-Juvenil.
- 1988 Os dragões não conhecem o paraíso, cuentos. Premio Jabuti de la Cámara Brasileña del Libro al mejor libro de cuentos. Traducido al italiano en el 2008.
- 1988 A maldição do Vale Negro, obra de teatro. Premio Molière de Air France para dramaturgia nacional.
- 1990 Onde andará Dulce Veiga?, novela. Premio APCA (Asociación Paulista de Críticos de Arte) para novela. Traducida al italiano en 1993.
- 1994 Bien loin de Marienbad, novela. Traducido al italiano en 1995.
- 1995 Ovelhas negras, cuentos.
- Mel & girassóis, antología.
- 1996 Estranhos estrangeiros, cuentos.
- 1996 Pequenas Epifanias, crónicas (1986/1995).
- 1997 Teatro completo.
- 2002 Cartas, correspondencia.

Teatro
- O homem e a mancha
- Zona contaminada

Traducción
- A arte da guerra, de Sun Tzu, 1995 (con Miriam Paglia).